# 千駄谷

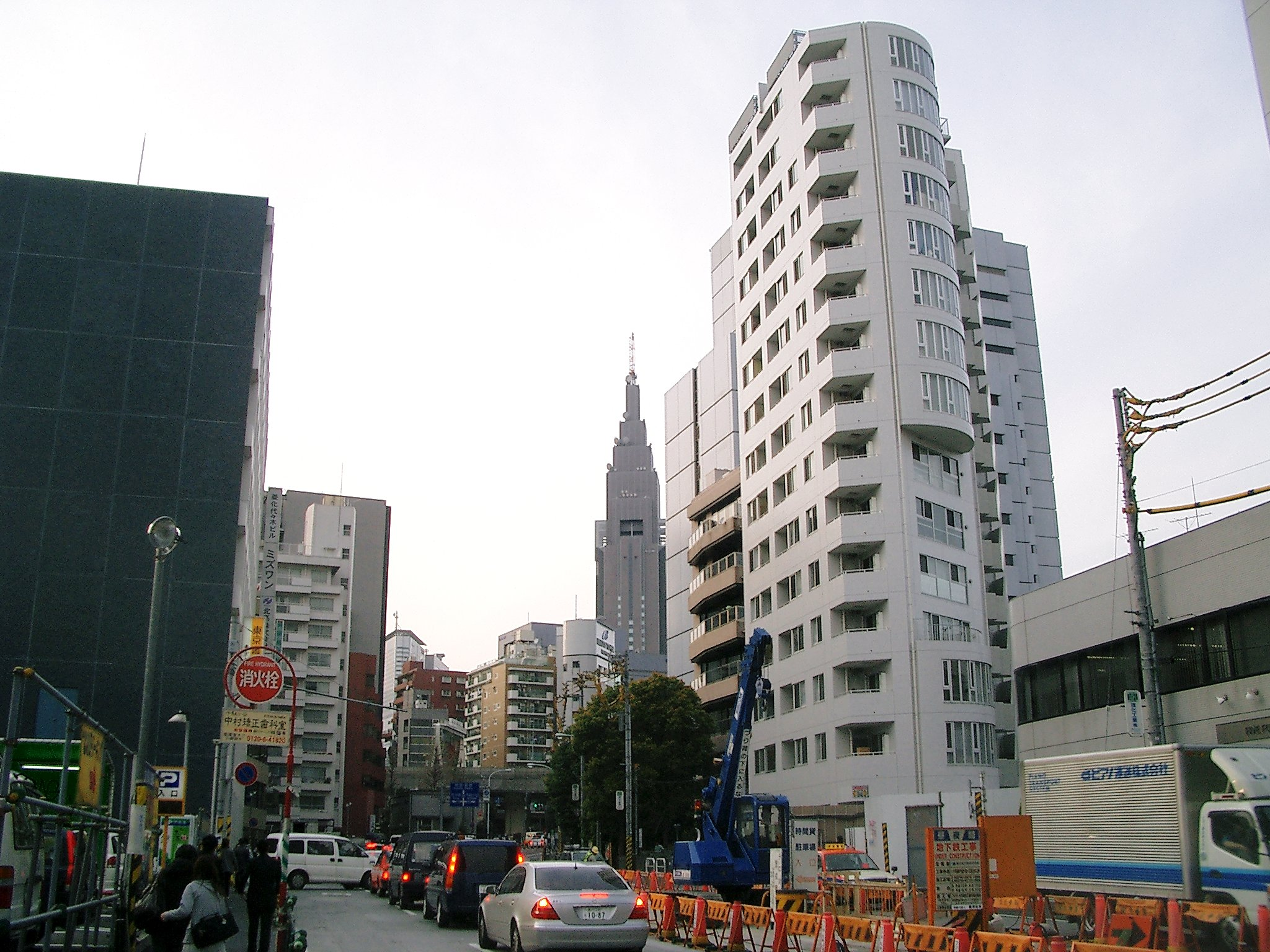
千駄谷明治通

千駄谷（日语：／ Sendagaya */?）是日本東京澀谷區的一個地名。已實施住居表示。現行行政地名為千駄谷一丁目至六丁目。2013年9月30日為止的人口有8,654。郵遞區號為151-0051。

## 地理
位於澀谷區東北部。町域（住居表示）北至新宿站南口附近，西至代代木站東口附近。
西北鄰新宿區新宿三、四丁目。西與澀谷區代代木、代代木神園町之間以JR山手線、JR中央本線等路廊為界。南接澀谷區神宮前。東連明治神宮外苑所在的新宿區霞丘町。町域東北部是新宿御苑一部分，鄰接新宿區內藤町及同區大京町。
町內除了住宅地與辦公大樓，還有東京體育館、津田廳、能樂堂等文化設施。此外，因鄰近原宿、青山與新宿，加上大型紡織企業伊都錦（イトキン）總部設於此地，1980年代以後時尚服飾相關企業陸續進駐此地。

### 地誌
千駄谷一丁目

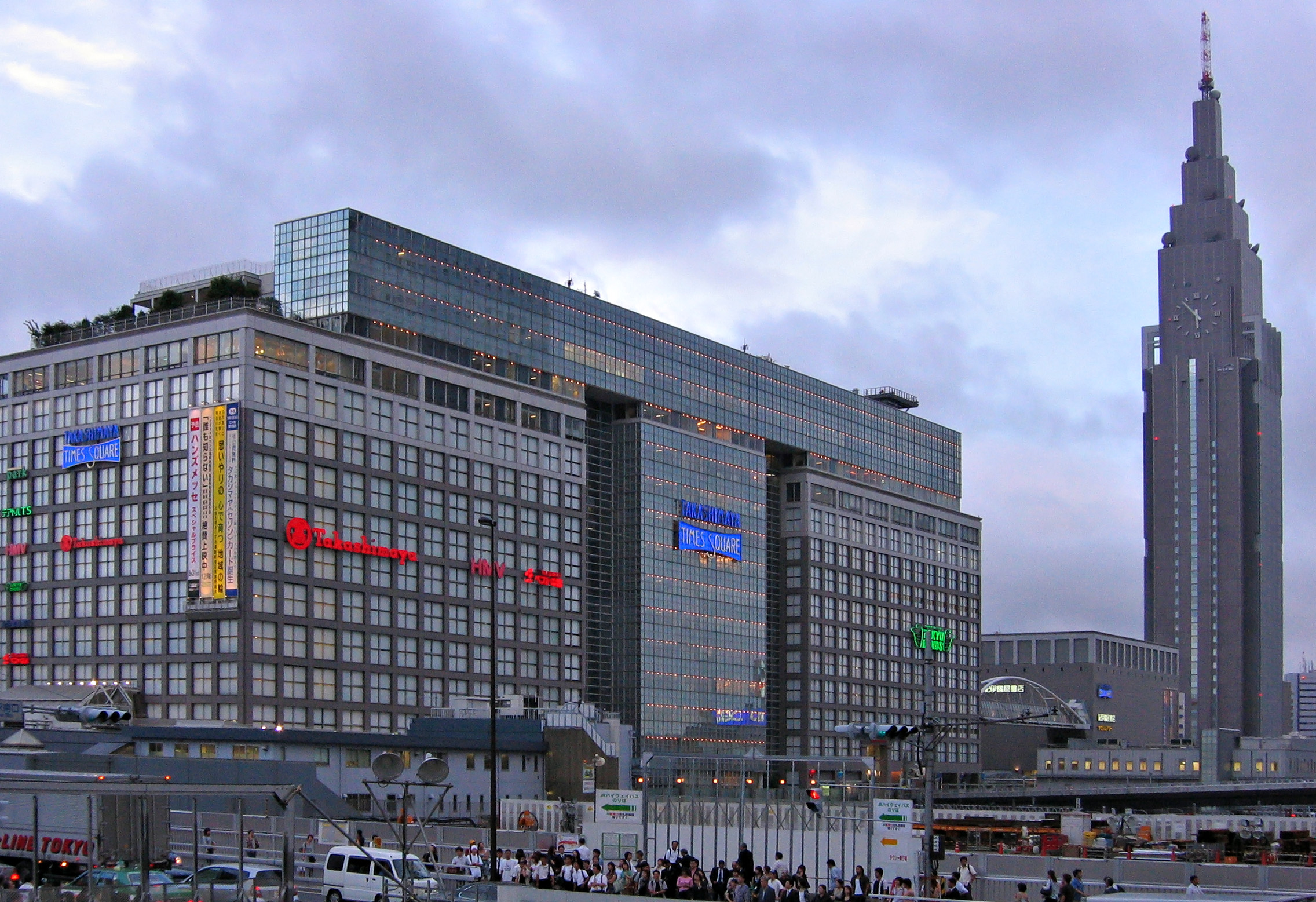
千駄谷5丁目（高島屋時代廣場與NTT DoCoMo代代木大廈）

地區東北部，千駄谷站出口一帶。千駄谷一丁目內有千駄谷站，與都營地下鐵大江戶線國立競技場站出口。主要設施有千駄谷站前的東京體育館、津田廳、津田塾大學千駄谷校區等。遠離車站的地區是辦公大樓與商店混雜的住宅區。
千駄谷二丁目
地區東南部，千駄谷一丁目以南。町內為辦公大樓、商店、公寓、住宅地。二丁目內有東京將棋會館（日本將棋聯盟本部）。此地聚集許多服飾相關企業，日本星巴克母公司SAZABY聯盟（サザビーリーグ）總部也在此地。
千駄谷三丁目
地區西南部，千駄谷四丁目以南。縱貫此地的明治通沿線，辦公大樓與公寓林立，巷內可見民家。三丁目內有以FIVE FOXes（ファイブフォックス）為首的多間服飾相關企業。
千駄谷四丁目

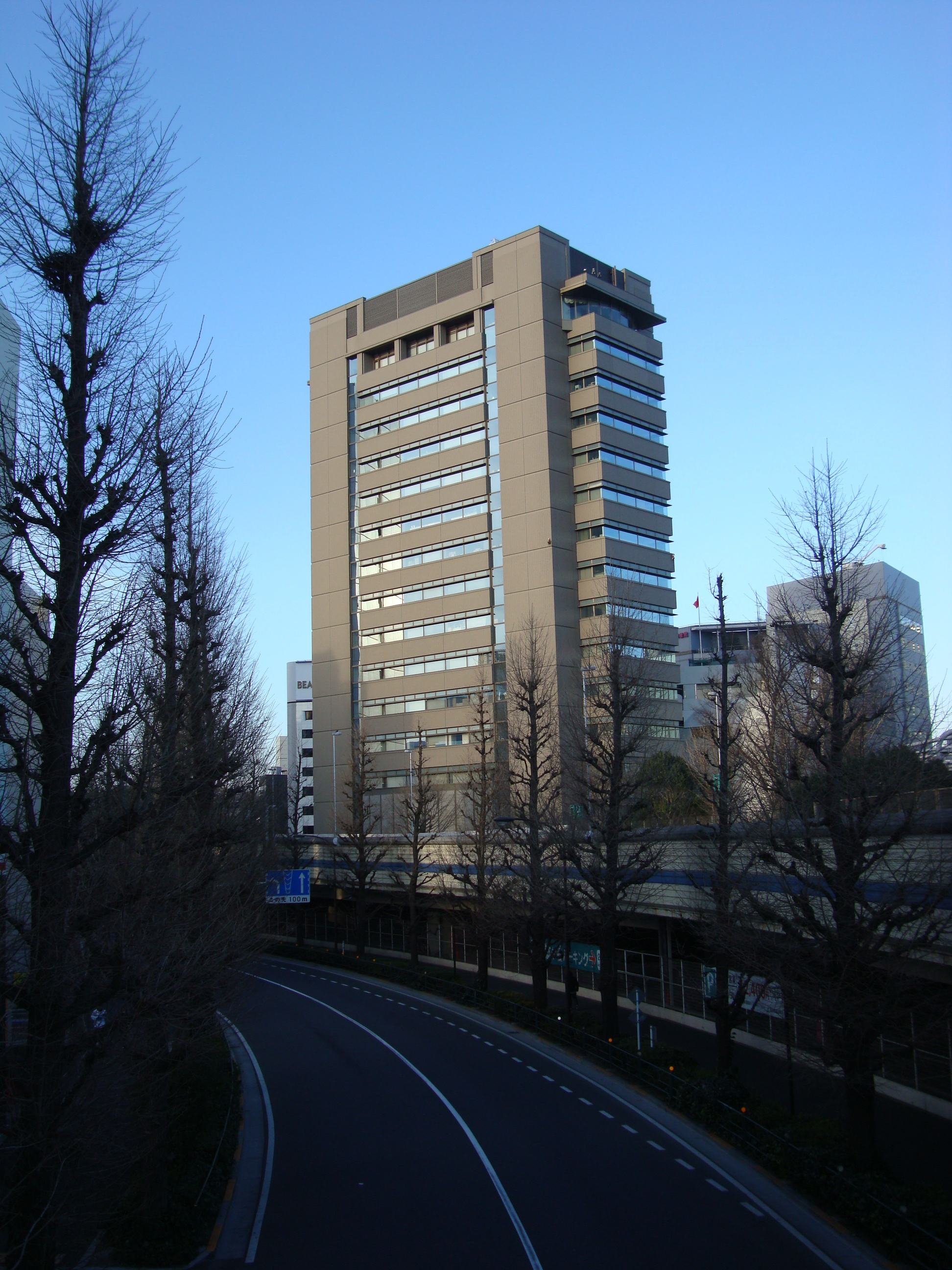
修養團大樓（中央），共產黨本部（右）

地區西部，JR中央線路廊以南。位於千駄谷三丁目以北，千駄谷五丁目以南。因明治通穿過此地，又鄰近代代木站與千駄谷站，辦公大樓、公寓林立。本地有北參道站、國立能樂堂與日本共產黨本部。
現在北參道交差點至外苑橋，連結明治神宮北參道（裏參道）與明治神宮外苑的道路，在過去曾設有馬道，大東亞戰爭後改為人行步道，之後改建為首都高速道路4號新宿線。
千駄谷五丁目
地區西北部，JR中央線路廊北側的地域。鄰接新宿站南口，五丁目內有高島屋時代廣場（1996年開幕）與NTT DoCoMo代代木大廈（2000年完工）等設施。
千駄谷六丁目
地區東北部。原為千駄谷大谷戶町。地域大半為新宿御苑，西北端為東京都立新宿高校校地一部分。此地住家與公寓混雜。新宿御苑內是澀谷區與新宿區的區界。

## 歷史

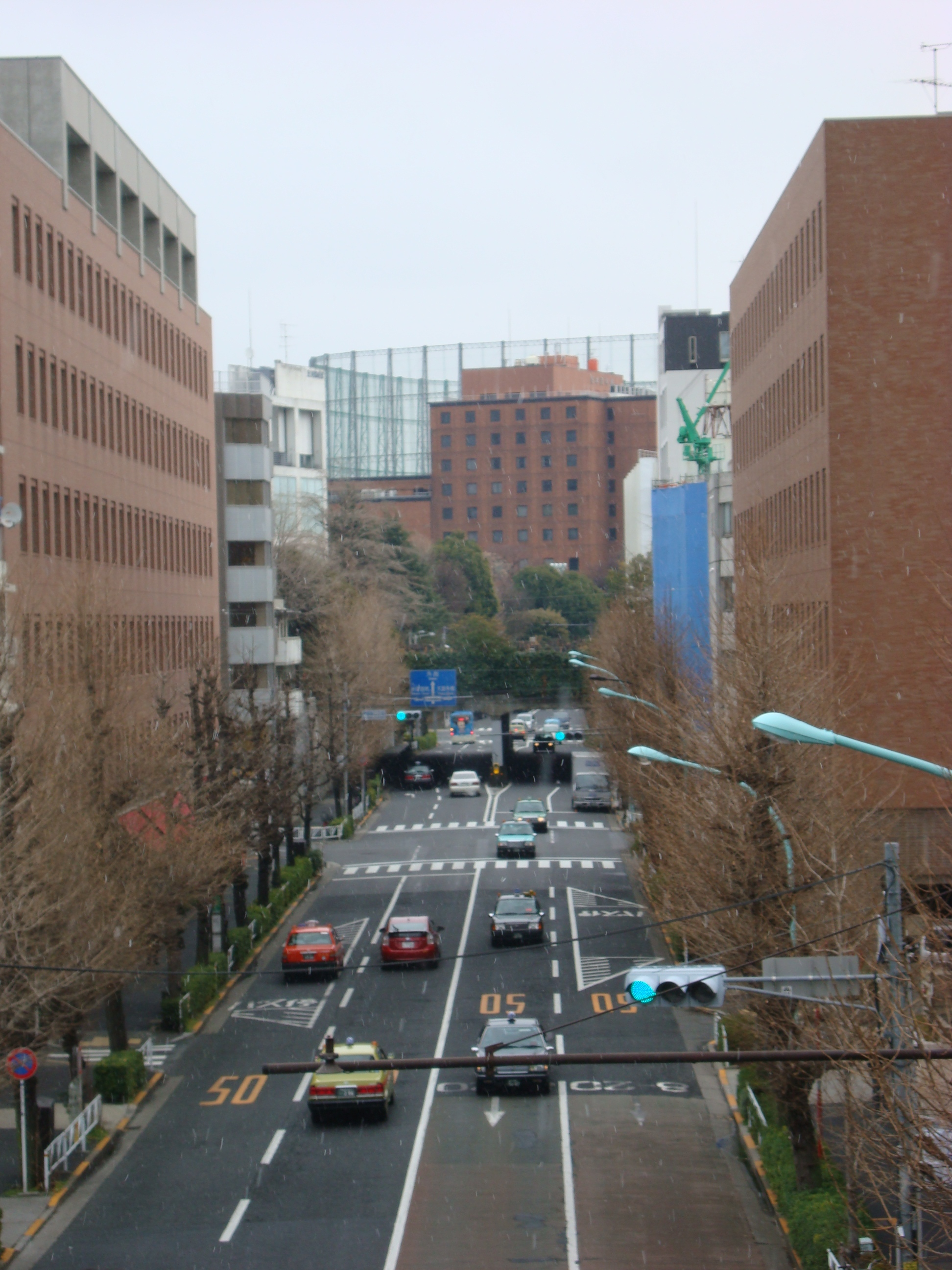
千駄谷2丁目（左側）與神宮前2丁目（右側）之間的道路

過去此地屬東京府豐多摩郡千駄谷町，1932年（昭和7年）編入東京市，與澀谷町、代代幡町合併成立澀谷區。維新後，德川宗家與篤姫曾居住於此。
此地是澀谷川上流地區，萱草叢生，一日可收集「千駄之萱」（駄是馬能負荷的行李重量單位）而稱千駄谷。原屬豐多摩郡千駄谷町大字千駄谷。昭和7年成立千駄谷一丁目至五丁目。昭和43年千駄谷二丁目南半部編入神宮前二丁目，原宿三丁目北半部編入千駄谷三丁目。千駄谷大谷戶町成立千駄谷六丁目，代代木山谷町一部分與代代木外輪町一部分編入千駄谷六丁目。
千駄谷一丁目鳩森八幡神社前交差點往西延伸至二丁目北參道交差點的「千駄谷大通」，是長期以來連結千駄谷與代代木的主要道路，戰前人潮洶湧。此外，在1932年（昭和7年）千駄谷町編入澀谷區以前，曾有名為「大通」的地址。
1960年代前期以前，千駄谷有東京都內著名的「連れ込み宿」（現在的情人旅館）街。當時千駄谷小學校附近情人旅館林立，周邊居民與學校的家長教師協會（PTA）一同發起掃除運動。結果，千駄谷在1957年（昭和32年）與隣接的原宿地區共同指定為文教地區，現在本地在風俗營業法的規範下已無相關設施。

## 交通
北部有東西向的JR中央線穿越，並在町內設置千駄谷站。
西部有明治通、東端附近有外苑東通。明治通地下有東京地下鐵副都心線穿越，並在町內設置北參道站。

## 設施

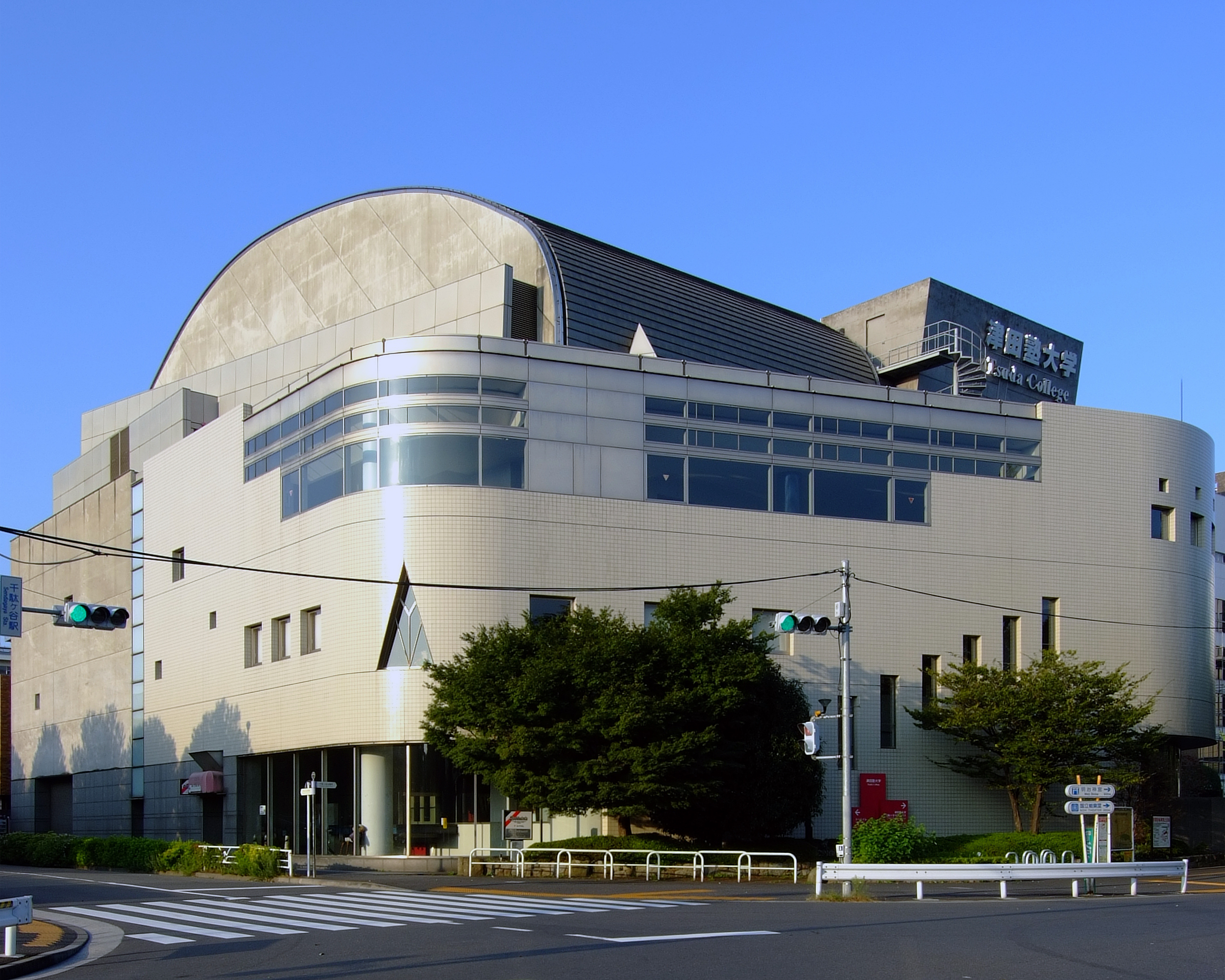
津田廳

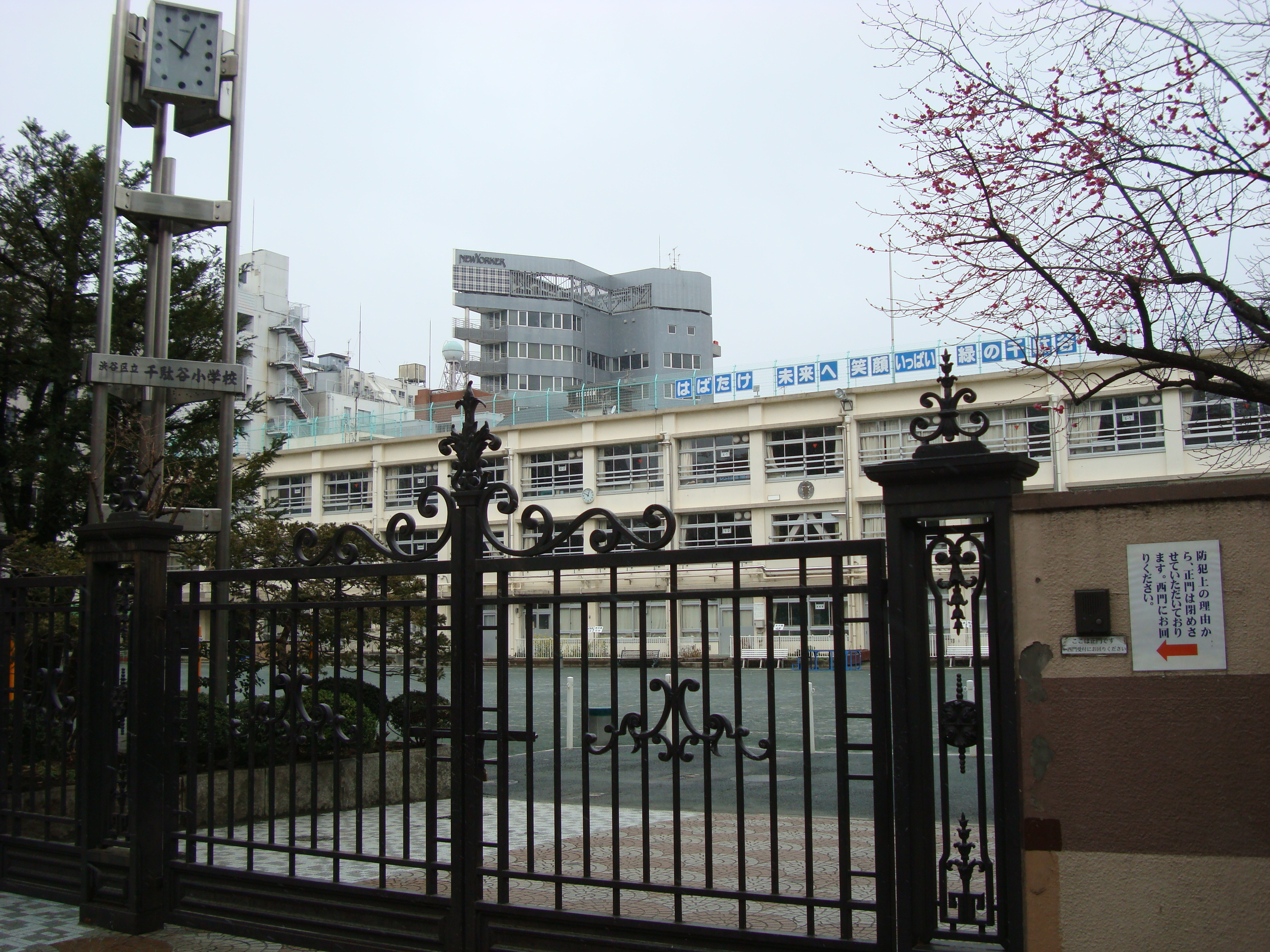
千駄谷小學校

| - 千駄谷站 - 北參道站 - 東京體育館 - 津田廳 - 津田塾大學千駄谷校區 - 將棋會館 - 鳩森八幡神社 - 東京海上日動火災保險能力開發中心 - 瑞圓寺 - 明星食品本社 - 伊都錦（イトキン）本社 - 國立能樂堂 - 代代木Seminal（代々木ゼミナール）造形學校 - 日本黑莓公司本社 - 澀谷區立千駄谷小學校 - 千駄谷隧道 - 東京設計專門學校（東京デザイン専門学校） | - 修養團 - SYD Hall - Fujita（フジタ）本社 - 大京本社 - 日本共產黨本部 - NTT DoCoMo代代木大廈 - 服部榮養專門學校 - 日本食品化工本社 - 日本製粉本店（本社） - FIVE FOXes（ファイブフォックス）本社 - 高島屋時代廣場 - 紀伊國屋書店新宿南店 - 日本電腦設計專門學校（日本コンピュータデザイン専門学校） - 大伸社東京本社 - TelWel東日本本社（テルウェル東日本） - 野村證券新宿支店 - 東京俳優生活協同組合（俳協）本部 |

## 備註
1. ↑  .   [2013-10-15]. （原始内容存档于2013-10-13）.
2. ↑  東京ふる里文庫11 東京にふる里をつくる会編 『澀谷區の歴史』 名著出版 昭和53年9月30日発行 p230
3. ↑  『澀谷の記憶II 写真でみる今と昔』 澀谷區教育委員会発行 平成21年3月10日発行
4. ↑  映画「LOVEHOTELS」公式サイト
5. 1 2  神宮前三丁目 『原宿 1995』 コム・プロジェクト 穏田表参道商店会1994年12月25日発行 p42